# Hermann Picha
Hermann Picha, geboren als Hermann August Carl Picher, (* 20. März 1865 in Charlottenburg bei Berlin; † 7. Juni 1936 in Berlin-Tempelhof) war ein deutscher Schauspieler.

## Leben
Hermann Picha gab sein Theaterdebüt 1885 in Jauer und spielte dann in Detmold, Heilbronn und Hamburg. 1890 erhielt er ein Engagement am Bellevue-Theater in Stettin, wo er 15 Jahre blieb.
1905 wurde er vom Berliner Theater in Berlin engagiert. Daneben war er später auch auf anderen Berliner Bühnen wie dem Großen Schauspielhaus, dem Lustspielhaus und dem Deutschen Künstlerhaus tätig.
1914 erhielt er seine erste Filmrolle, und Picha wurde zu einem der gefragtesten Nebendarsteller im deutschen Stummfilm. Er verkörperte kauzige, verschrobene Typen am Rande des Geschehens. Nur ausnahmsweise übernahm er Hauptrollen wie 1920 die Figur des Schneider Wibbel in dem gleichnamigen Film und 1926 den Schuster Wilhelm Voigt in Der Hauptmann von Köpenick.
Picha ist auf dem II. Städtischen Friedhof Eythstraße in Berlin-Schöneberg bestattet.

## Filmografie
- 1914: Das Panzergewölbe
- 1914: Fräulein Puppe – Meine Frau
- 1915: Pension Lampel
- 1916: Alles aus Gefälligkeit
- 1916: Aus dem Buche des Lebens
- 1916: Dressur zur Ehe
- 1916: Wir haben’s geschafft
- 1917: Das große Los
- 1917: Die Glocke
- 1917: Die Hochzeit im Excentric-Club
- 1917: Furcht
- 1917: Der Theaterprinz
- 1917: Das Klima am Vaucourt
- 1917: Das Mädel von nebenan
- 1917: Die Prinzessin von Neutralien
- 1917: Hoheit Radieschen
- 1917: Der falsche Waldemar
- 1917: Die leere Wasserflasche
- 1917: Ein Lichtstrahl im Dunkel
- 1917: Dornröschen
- 1917: Das Geschlecht der Schelme, 1. Teil
- 1917: Klein Doortje
- 1917: Hilde Warren und der Tod
- 1917: Krähen fliegen um den Turm
- 1917: Die gute Partie
- 1917: Der Vetter aus Mexiko
- 1918: Ihr großes Geheimnis
- 1918: Fünf Minuten zu spät
- 1918: Die Fürstin von Beranien
- 1918: Sein bester Freund
- 1918: Katinka
- 1918: Die Bettelgräfin
- 1918: Die Ratte
- 1919: Veritas vincit
- 1919: Fräulein Zahnarzt
- 1919: Das Gebot der Liebe
- 1919: Der neue Herr Generaldirektor
- 1919: Die siebente Großmacht
- 1919: Staatsanwalt Jordan
- 1919: Das Derby
- 1919: Die goldene Lüge
- 1919: Irrlicht
- 1919: Die Bodega von Los Cuerros
- 1919: Kreuziget sie!
- 1919: Die platonische Ehe
- 1920: Die Herrin der Welt, 6. Teil: Die Frau mit den Milliarden
- 1920: Ein nettes Früchtchen
- 1920: Der Riesenschmuggel
- 1920: So ein Mädel
- 1920: Die Tänzerin Marion
- 1920: Indische Rache
- 1920: Die Verschleierte
- 1920: Wenn vier dasselbe tun
- 1920: Präsident Barrada
- 1920: Das Mädchen aus der Ackerstraße, 2. Teil
- 1920: Kri-Kri, die Herzogin von Tarabac
- 1920: Im Wirbel des Lebens
- 1920: Schneider Wibbel
- 1920: Romeo und Julia im Schnee
- 1920: Schloß Einöd
- 1920: Ede & Co.
- 1920: Ferréol
- 1920: Gentlemen-Gauner
- 1920: Mascotte
- 1921: Haschisch, das Paradies der Hölle
- 1921: Planetenschieber
- 1921: Klatsch
- 1921: Der Liebeskorridor
- 1921: Schieber
- 1921: Ein Tag auf dem Mars
- 1921: Kaschemmenadel
- 1921: Das Komplott im Bankviertel
- 1921: Lotte Lore
- 1921: Der rätselhafte Tod
- 1921: Junge Mama
- 1921: Begierde
- 1921: Der Mann ohne Namen (6 Teile)
- 1921: Die Beichte einer Gefallenen
- 1921: Die Große und die kleine Welt
- 1921: Wie das Mädchen aus der Ackerstraße die Heimat fand
- 1921: Aus den Memoiren einer Filmschauspielerin
- 1921: Der Silberkönig (4 Teile)
- 1921: Seefahrt ist not!
- 1921: Das Gewissen der Welt
- 1921: Was der Totenkopf erzählt
- 1921: Die Erbin von Tordis
- 1921: Fahrendes Volk
- 1921: Der Held des Tages
- 1921: Die goldene Pest
- 1921: Das indische Grabmal (2 Teile)
- 1921: Das Rätsel der Sphinx
- 1921: Der müde Tod
- 1921: Die Schreckensnacht in der Menagerie
- 1921: Das Mädel von Picadilly
- 1921: Die Insel der Verschollenen
- 1921/23: Das goldene Haar
- 1922: Der Große Dieb
- 1922: Jiu-Jitsu-Meisterin
- 1922: Die  Kartenlegerin
- 1922: Die Königin von Whitechapel
- 1922: Die Schatten jener Nacht
- 1922: Schminke
- 1922: Versunkene Welten
- 1922: Wege des Lasters
- 1922: Zwischen Nacht und Sünde
- 1922: Die und die Drei
- 1922: Die Glocke
- 1922: Tingeltangel
- 1922: Das verschwundene Haus
- 1922: Könnyved, der große Unbekannte
- 1922: Der Fluch des Schweigens
- 1922: Die Tigerin
- 1922: Die Flibustier
- 1922: Das Liebesnest
- 1922: Lola Montez, die Tänzerin des Königs
- 1922: Bigamie
- 1922: Miss Rockefeller filmt
- 1922: Marie Antoinette
- 1922: Der bekannte Unbekannte
- 1922: Zum Paradies der Damen
- 1922: Der böse Geist Lumpaci Vagabundus
- 1922: Im Kampf mit dem unsichtbaren Feind
- 1923: Adam und Eva
- 1923: Die Fledermaus
- 1923: Der Tiger des Zirkus Farini
- 1923: Time Is Money
- 1923: Die Schlucht des Todes
- 1923: Die Frau mit den Millionen
- 1923: Freund Ripp
- 1923: Das schöne Mädel
- 1923: Gobseck
- 1924: Der Mann ohne Nerven
- 1924: Soll und Haben
- 1924: Arabella, der Roman eines Pferdes
- 1924: Königsliebchen
- 1924: Das Herz der Lilian Thorland
- 1924: Die Fahrt ins Verderben
- 1924: In den Krallen der Schuld
- 1924: Mutter und Sohn
- 1924: Die Frau in Versuchung
- 1924: Komödianten
- 1924: Aufstieg der kleinen Lilian
- 1925: Die Stadt der Versuchung
- 1925: Der Flug um den Erdball
- 1925: Heiratsschwindler
- 1925: Wenn Du eine Tante hast
- 1925: Die Moral der Gasse
- 1925: Das Geheimnis der alten Mamsell
- 1925: Der Mann, der sich verkauft
- 1925: Die vertauschte Braut
- 1925: O alte Burschenherrlichkeit
- 1925: Das alte Ballhaus (2 Teile)
- 1925: Die vom Niederrhein
- 1925: Elegantes Pack
- 1925: Die Frau mit dem Etwas
- 1925: Die drei Portiermädel
- 1925: Der König und die kleinen Mädchen
- 1925: Nick, der König der Chauffeure
- 1925: Leidenschaft
- 1925: Vater Voss
- 1925: Schneller als der Tod (Face à la mort)
- 1925: Heiratsannoncen
- 1925: Bismarck, 1. Teil
- 1925: Tartuffe
- 1925: Die Gesunkenen
- 1925: Der Bankkrach Unter den Linden
- 1926: Der Prinz und die Tänzerin
- 1926: Frauen der Leidenschaft
- 1926: Die Wiskottens
- 1926: Menschen untereinander
- 1926: Familie Schimek
- 1926: Warum sich scheiden lassen?
- 1926: Der Stolz der Kompagnie
- 1926: Manon Lescaut
- 1926: Gretchen Schubert
- 1926: Die da unten
- 1926: Hermanns Erzählungen
- 1926: Die Flucht in den Zirkus
- 1926: Nur eine Tänzerin
- 1926: Der Liebe Lust und Leid
- 1926: Die Kleine und ihr Kavalier
- 1926: Wien, wie es weint und lacht
- 1926: Die Boxerbraut
- 1926: Im weißen Rößl
- 1926: Annemarie und ihr Ulan
- 1926: Wie einst im Mai
- 1926: Die drei Mannequins
- 1926: Der Hauptmann von Köpenick
- 1926: Der dumme August des Zirkus Romanelli
- 1926: Als ich wiederkam
- 1926: Nixchen
- 1926: Die Warenhausprinzessin
- 1926: Gern hab’ ich die Frauen geküßt
- 1926: Die lachende Grille
- 1926: Der lachende Ehemann
- 1926: Schatz, mach’ Kasse
- 1926: Der Jüngling aus der Konfektion
- 1926: An der Weser
- 1926: Der Sieg der Jugend
- 1926: Das rosa Pantöffelchen
- 1926: Eine tolle Nacht
- 1927: Rinaldo Rinaldini
- 1927: Die Vorbestraften
- 1927: Ein rheinisches Mädchen beim rheinischen Wein
- 1927: Ich war zu Heidelberg Student
- 1927: Die Weber
- 1927: Dirnentragödie
- 1927: Venus im Frack
- 1927: Die Bräutigame der Babette Bomberling
- 1927: Einer gegen alle
- 1927: Der Juxbaron
- 1927: Gustav Mond … Du gehst so stille
- 1927: Unter Ausschluß der Öffentlichkeit
- 1927: Der Soldat der Marie
- 1927: Deutsche Frauen – Deutsche Treue
- 1927: Die Frau die nicht nein sagen kann
- 1927: Die drei Niemandskinder
- 1927: Elternlos
- 1927: Das Mädchen aus der Fremde
- 1927: Das Mädchen aus Frisco
- 1927: Dr. Bessels Verwandlung
- 1927: Das Geheimnis des Abbé X
- 1927: Der Bettelstudent
- 1927: Petronella
- 1927: Die raffinierteste Frau Berlins
- 1927: Der Mann ohne Kopf
- 1927: Wochenendzauber
- 1927: Das Erwachen des Weibes
- 1927: Ein Mädel aus dem Volke
- 1927: Liebesreigen
- 1927: Das tanzende Wien
- 1927: Kleinstadtsünder
- 1927: Svengali
- 1927: Der Meister von Nürnberg
- 1927: Das Heiratsnest
- 1927: Herbstzeit am Rhein
- 1927: Die Sandgräfin
- 1927: Jahrmarkt des Lebens
- 1927: Fürst oder Clown
- 1928: Lemkes sel. Witwe
- 1928: Der Faschingsprinz
- 1928: Saxophon-Susi
- 1928: Geheimnisse des Orients
- 1928: Rasputins Liebesabenteuer
- 1928: Die Rothausgasse
- 1928: Robert und Bertram
- 1928: Der Unüberwindliche
- 1928: Notschrei hinter Gittern
- 1928: Die Dame in Schwarz
- 1928: Die Hölle der Jungfrauen
- 1928: Der moderne Casanova
- 1928: Kindertragödie
- 1929: Dich hab’ ich geliebt
- 1929: Die Konkurrenz platzt!
- 1929: Die fidele Herrenpartie
- 1929: Der schwarze Domino
- 1929: Großstadtjugend
- 1929: Sündig und süß
- 1929: Das närrische Glück
- 1929: Mascottchen
- 1929: Die Zirkusprinzessin
- 1929: Tempo! Tempo!
- 1929: Die lustigen Vagabunden
- 1930: Leutnant warst Du einst bei deinen Husaren
- 1930: Die lustigen Musikanten
- 1930: Heute nacht – eventuell
- 1930: O Mädchen, mein Mädchen, wie lieb’ ich Dich!
- 1930: Donauwalzer
- 1930: Wenn Du noch eine Heimat hast
- 1931: Die Liebesfiliale
- 1931: Ein ausgekochter Junge
- 1931: Sein Scheidungsgrund
- 1931: Kyritz – Pyritz
- 1931: Gesangverein Sorgenfrei
- 1931: Schatten der Manege
- 1931: Das Schicksal der Renate Langen
- 1931: Der Bettelstudent
- 1931: So’n Windhund
- 1931: Vater geht auf Reisen
- 1932: Paprika
- 1932: Annemarie, die Braut der Kompanie
- 1932: Theodor Körner
- 1932: Drei von der Kavallerie
- 1932: Zwei glückliche Tage
- 1932: Mensch ohne Namen
- 1932: Aus einer kleinen Residenz
- 1932: Ein steinreicher Mann
- 1933: Karikaturen
- 1933: Flucht nach Nizza
- 1933: Achten sie auf Meyer
- 1934: Mutter und Kind
- 1934: Pipin der Kurze
- 1934: Die Welt ohne Maske
- 1934: Ferner liefen
- 1934: Hochzeit am 13.
- 1934: Die Reise ins Glück
- 1935: Der alte und der junge König
- 1935: Nur nicht weich werden, Susanne!
- 1935: Großreinemachen